# Harry Rabinowitz
Harry Rabinowitz (Johannesburgo, Sudáfrica; 26 de marzo de 1916-Francia, 22 de junio de 2016) fue un director de orquesta y compositor de música de cine y televisión británico. Sus padres eran Israel y Eva Rabinowitz. Se educó en la Universidad del Witwatersrand y en la Guildhall School of Music and Drama de Londres.

## Carrera
La carrera musical de Rabinowitz comenzó en unos grandes almacenes de Johannesburgo. Su primer trabajo dirigiendo una orquesta fue en un programa llamado Strike a New Note en 1945, usando un periódico enrollado como batuta. Un año más tarde se mudó a Inglaterra para estudiar dirección de orquesta.
Fue el director de orquesta de la BBC Revue Orchestra de 1953 a 1960, director musical de BBC Television Light Entertainment de 1960 a 1968 y jefe de música de London Weekend Television de 1968 a 1977. Condujo en el Hollywood Bowl de 1983 a 1984, en la Orquesta Boston Pops de 1985 a 1992 y con la Orquesta Sinfónica de Londres y la Royal Philharmonic Orchestra. También fue el director de orquesta en el 35º aniversario de Ismail Merchant y James Ivory en el Carnegie Hall el 17 de septiembre de 1996.
Rabinowitz ha conducido la banda sonora de numerosas películas incluyendo Hanover Street (1979), Chariots of Fire (1981), Calor y polvo (1983), Las bostonianas (1984), Return to Oz (1985), Lady Jane (1986), Maurice (1987), Lo que queda del día (The Remains of the Day, 1993), El paciente inglés (The English Patient, 1996), The Talented Mr. Ripley (1999) y Cold Mountain (2003). También compuso música para la televisión; The Frost Report (1966), Yo, Claudio (1976), The Agatha Christie Hour (1982) y Reilly, Ace of Spies (1983), entre otros.
En junio de 2015, Rabinowitz fue el «náufrago» invitado en la serie de BBC Radio 4 Desert Island Discs.

## Vida personal
Rabinowitz estuvo casado en dos ocasiones. El 15 de diciembre de 1944, se casó con Lorna Thurlow Anderson; se divorciaron en 2000. El 18 de marzo de 2001, se casó con Mary (Mitzi) C. Scott. Tiene tres hijos: sus dos hijas Karen Lesley (1947) y Lisa Gabrielle (1960), y su hijo Simon Oliver (1951). Vivía en Portland, Oregón, de noviembre a marzo, y el resto del año en Provenza. Rabinowitz cumplió 100 años el 26 de marzo de 2016. El 23 de junio su familia anunció que había fallecido en su casa en Francia. Rabinowitz continuó tocando el piano todos los días hasta su fallecimiento.